# 巴達維亞 (伊利諾伊州)
巴達維亞（英語：Batavia）是一個位於美國伊利諾伊州杜佩奇縣的城市。

## 地理
巴達維亞的座標為41°50′56″N 88°18′30″W / 41.84889°N 88.30833°W，而該地的平均海拔高度為203米（即666英尺）。

## 人口
根據2010年美國人口普查的數據，巴達維亞的面積為25.01平方千米，當中陸地面積為24.84平方千米，而水域面積為0.17平方千米。當地共有人口26045人，而人口密度為每平方千米1,041.38人。